# 陳笠笠
陳 笠笠（ちん れいれい、1981年12月23日 - ）は、中華人民共和国の軍隊歌手。

## 経歴
1981年12月23日、湖南省長沙市で生まれる。
8歳から、陳は陳莉から音楽を学んだ。1996年、陳は湖北省芸術職業学院に入学し、肖淑雲と余輝に師事した。1999年、陳は中国音楽学院に入学し、金鉄霖に師事した。
2004年、陳は北京歌舞劇場に配属された。2007年、陳は中国人民解放軍海政文工団に加入した。

## ディスコグラフィ
- 『中国印』
- 『祝福你』
- 『紅旗頌』